# Galería Nacional de Escocia
La Galería Nacional de Escocia (National Gallery of Scotland) es un museo de arte ubicado en Edimburgo (Escocia), en un edificio de estilo neoclásico, construido en la colina llamada The Mound, en la calle de los Príncipes (Princes Street). Diseñado por el arquitecto William Henry Playfair, fue inaugurado en 1859.

## Historia

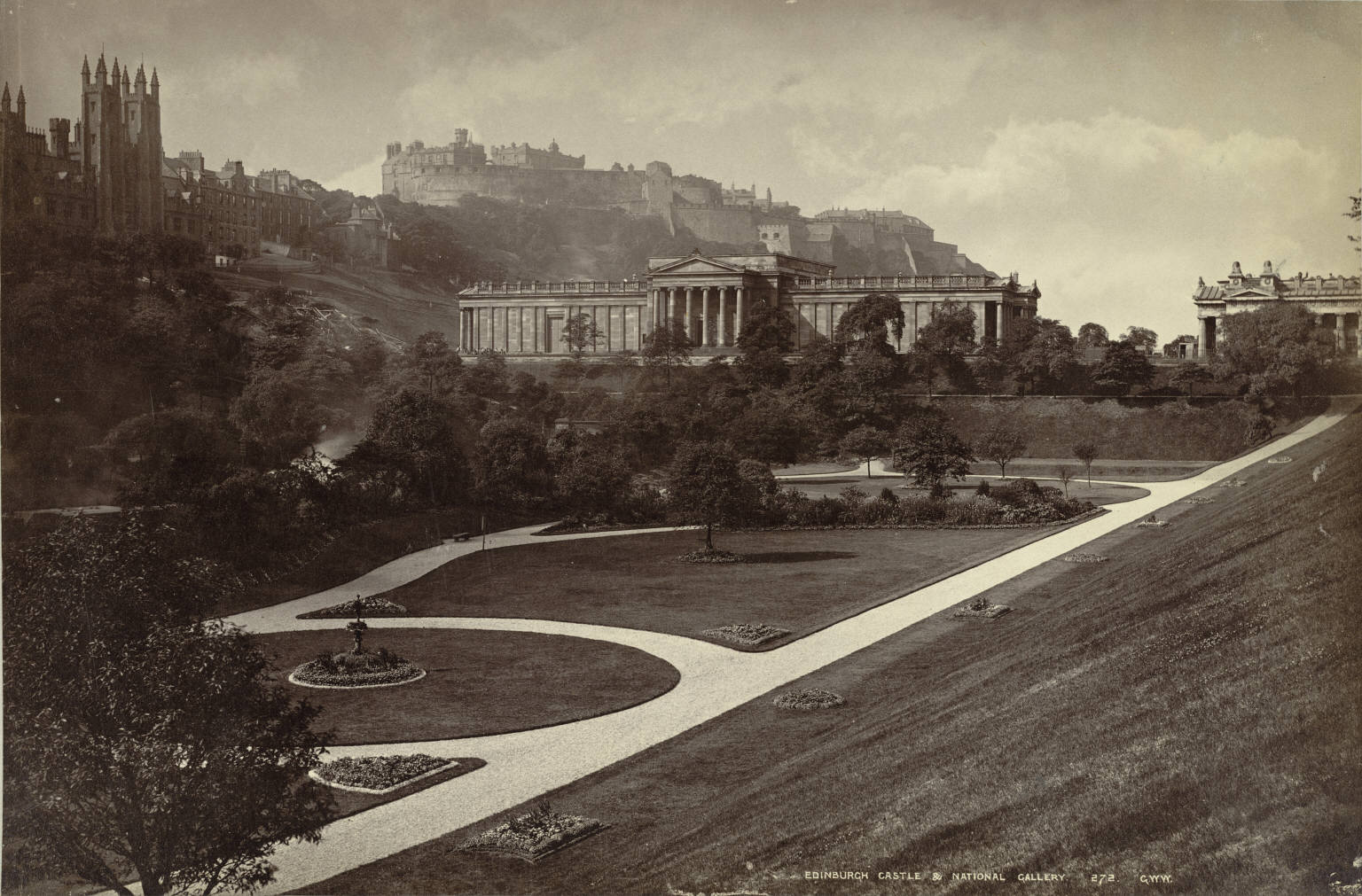
Castillo de Edimburgo y la Galería Nacional de Escocia

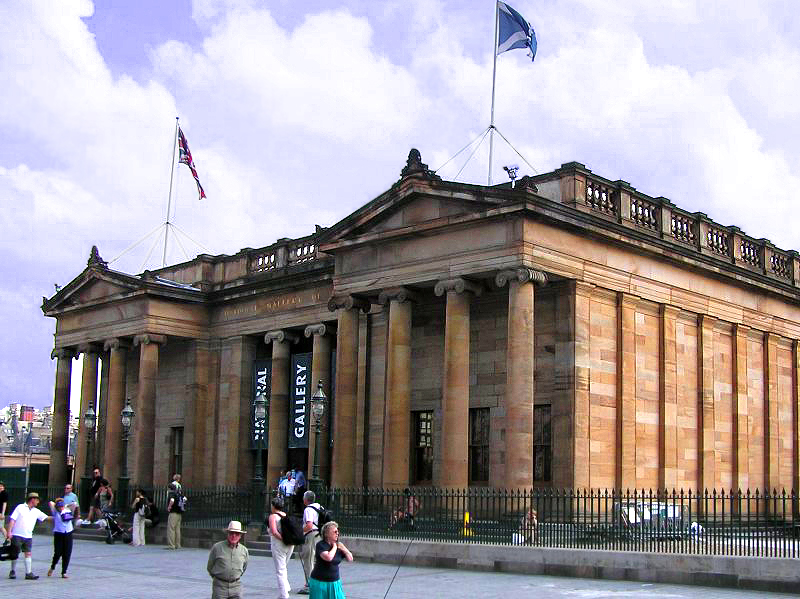
Galería Nacional de Escocia, vista desde el norte

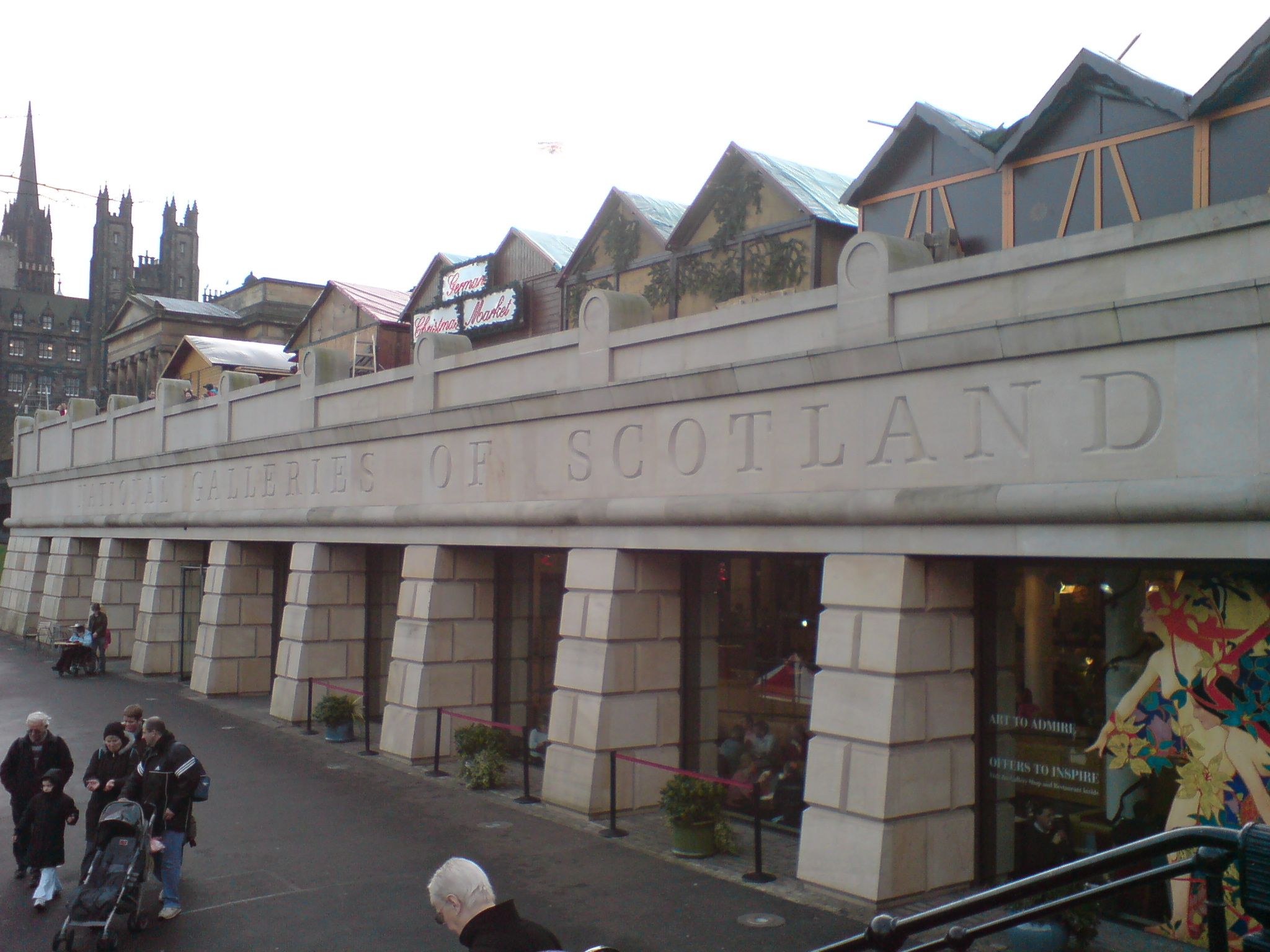
Entrada inferior de la Galería Nacional de Escocia, en los jardines de Princes Street

Los orígenes de la colección nacional escocesa conectan con la Real Institución para la Difusión de las Bellas Artes en Escocia, fundada en 1819. Comenzó adquiriendo cuadros y en 1828 el edificio de la Real Institución abrió en The Mound. En 1826 un grupo de artistas fundó la Academia Escocesa como una institución derivada de la Real Institución, y en 1838 esa nueva entidad, ya separada, acabó por convertirse en la Real Academia Escocesa (RSA, por sus siglas en inglés). Un objetivo clave de la RSA fue reunir una colección, y en 1835 alquiló un espacio para exponer en el interior del edificio de la Real Institución. 
En la década de 1840 se pusieron en marcha planes para construir un nuevo edificio que acogiese a la RSA. William Henry Playfair fue el encargado de diseñar el nuevo edificio y el 30 de agosto de 1850 el príncipe Alberto puso la primera piedra. El edificio fue originalmente dividido por la mitad, con el ala este albergando las galerías de exhibición de la RSA y el ala oeste conteniendo la nueva Galería Nacional, formada con la colección de la Real Institución. En 1912 la RSA se trasladó al edificio de la Real Institución que sigue siendo conocido como el edificio de la RSA. En ese momento una nueva remodelación fue llevada a cabo por William Thomas Oldrieve. Cuando fue reabierta la galería albergaba de manera permanente la colección de arte tanto de origen escocés como procedente del resto de Europa.
Galerías adicionales fueron construidas bajo rasante en 1970. A finales del siglo XX, se puso en marcha el Proyecto Playfair para la renovación del edificio de la RSA y la construcción de una conexión subterránea entre ese edificio y el de la Academia. A lo largo de cinco años y con un coste de 32 millones de libras, y fue inaugurado en agosto de 2004 bajo el nombre de Weston Link, y fue diseñado por la firma de arquitectos John Miller and Partners, facilita un nuevo acceso desde los jardines de Princes Street, y alberga una sala de conferencias, una tienda, un restaurante y una galería interactiva.

## Investigación
Las instalaciones para la investigación en la Galería Nacional incluyen la Colección de Dibujos y Grabados con más de 30000 trabajos en papel desde los inicios del Renacimiento hasta finales del siglo XIX, y la biblioteca de referencia. Cubre un periodo desde 1300 hasta 1900 y tiene aproximadamente 50.000 volúmenes de libros, diarios y microfichas, y material de archivo relativo a las colecciones, exposiciones e historia de la Galería Nacional.

## Colecciones
La galería expone la colección de pintura y escultura más importante de Escocia. Las obras van desde el Renacimiento hasta el postimpresionismo, mientras que las colecciones posteriores se exhiben en otro museo aparte. 
La colección arranca con una Virgen con el Niño de Botticelli e incluye varias obras maestras mundialmente famosas, como un Autorretrato de Rembrandt, Fiesta veneciana de Watteau y La visión tras el sermón de Paul Gauguin. Hay otros ejemplos de Claude Monet, entre ellos un paisaje nevado de la serie Almiares, y demás maestros impresionistas. El museo también posee, en copropiedad con el Victoria & Albert Museum de Londres, el famoso grupo escultórico de Las tres Gracias de Antonio Canova.
Destacan algunos cuadros de pintores españoles del Siglo de Oro español como El Greco y Zurbarán, y ya dentro del siglo XVIII, Goya. La Vieja friendo huevos de Velázquez es una de las obras maestras juveniles de dicho artista. 

### Obras destacables
Algunas de las creaciones expuestas y sus autores son:
- Gian Lorenzo Bernini, Carlo Antonio dal Pozzo y Design for a Papal Monument
- Sandro Botticelli, Virgen adorando al Niño
- Antonio Canova, Las Tres Gracias
- Paul Cézanne, Los grandes árboles y Montaña de Santa Victoria
- Jean Siméon Chardin, Vaso de Flores
- John Constable, Valle de Dedham
- Gerard David, Las tres leyendas de San Nicolás
- Edgar Degas, Retrato de Diego Martelli (1879)
- James Drummond, El motín de Porteous y Una Señora bajando de una silla de manos[2]
- Anthony van Dyck, La Familia Lomellini
- Paul Gauguin, La visión tras el sermón (1888)
- Thomas Gainsborough, The Hon. Mrs Graham
- Hugo van der Goes, El altar de la Trinidad (préstamo de la Royal Collection)
- Francisco de Goya, El Médico (1813)
- El Greco, Fábula y El Salvador del mundo San Jeremías en Penitencia
- Gavin Hamilton, Dawkins y Wood descubriendo las ruinas de Palmira
- Dominique Ingres, Mlle Albertine Hayard
- Claude Monet, Pajares
- Giambattista Pittoni, San Jeremías y Pedro de Alcantara
- Nicolas Poussin, serie de cuadros Los Siete Sacramentos
- Sir Henry Raeburn, El Reverendo Robert Walker patinando en el Lago Duddingston
- Allan Ramsay, Margaret Lindsay
- Rafael, La Virgen y el Niño
- Rembrandt van Rijn, Una mujer en la cama y Autorretrato
- Sir Joshua Reynolds, Las Señoras Waldegrave
- Pieter Jansz Saenredam, San Bavo, Haarlem
- Georges Seurat, La Luzerne, St-Denis
- Tiziano, Venus Anadyomene, Diana y  Calisto, Diana y Acteón, La Virgen y el Niño con San Juan Bautista y un Santo no identificado, y Las Tres Edades del Hombre
- Joseph Mallord William Turner, Algunas Colinas y el Vaughan Bequest de 38 obras
- Diego Velázquez, Vieja friendo huevos (1618)
- Johannes Vermeer, Cristo en la casa de Marta y María (1655)
- Antoine Watteau, Fiesta veneciana (1719)

La colección de dibujos incluye originales de Leonardo da Vinci y Seurat y otros artistas como David Allan, Francis Bacon, Federico Barocci, William Blake, David Young Cameron, Gustave Courbet, Aelbert Cuyp, Eugène Delacroix, Domenichino, Albrecht Dürer, William Dyce, Adam Elsheimer, John Emms, Andrew Geddes, Vincent van Gogh, Guercino, James Guthrie, Frans Hals, Meindert Hobbema, Hans Holbein el Joven, Edward Atkinson Hornel, Robert Scott Lauder, Horatio McCulloch, William York Macgregor, William MacTaggart, Lorenzo Monaco, Berthe Morisot, John Phillip, Giovanni Battista Piranesi, Camille Pissarro, David Roberts, Peter Paul Rubens, George Sanders, William Strang, Tintoretto, Leonardo da Vinci, sir David Wilkie y Francisco de Zurbarán.

## La Colección Bridgewater

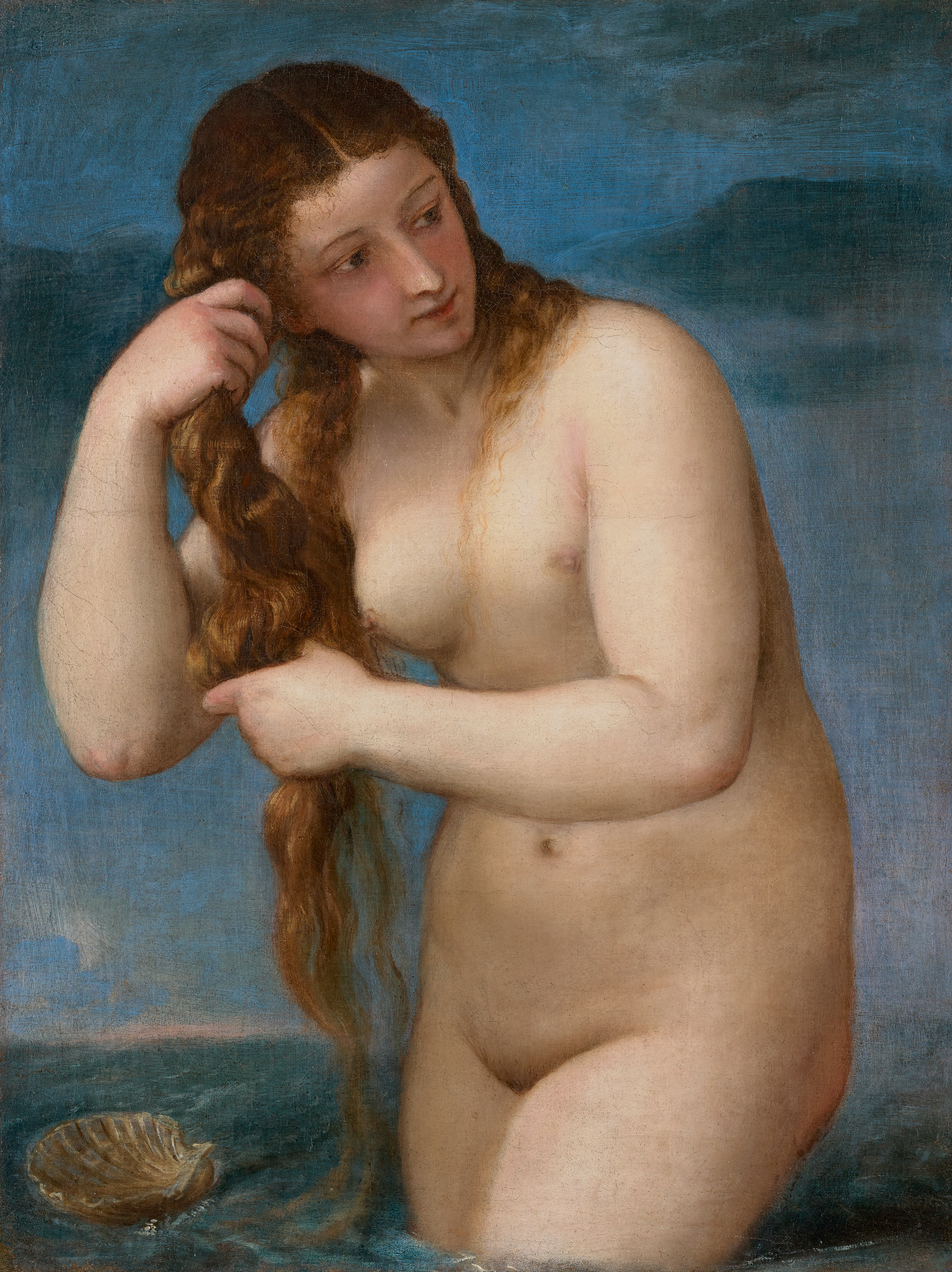
Venus Anadiómena de Tiziano, procedente de la Colección Bridgewater y adquirida por el museo en 2003.

El museo alberga 28 pinturas de la Colección Bridgewater, depositadas desde 1945 por los duques de Sutherland y consideradas en su conjunto como la colección privada más importante que puede verse en préstamo en ningún museo del mundo. Esta familia las había mostrado anteriormente en su mansión de Londres, pero resultó dañada durante la Segunda Guerra Mundial. El depósito a largo plazo incluye la Madonna Bridgewater y La Sagrada Familia de la palmera de Rafael, junto a otras obras de su círculo, así como El sacramento de la ordenación de Poussin, un famoso Autorretrato de Rembrandt con 51 años y famosos cuadros de Tiziano como La edades del hombre. Los dos lienzos de gran formato Diana y Acteón y Diana y Calisto, igualmente de Tiziano, han sido recientemente vendidos a este museo y a la National Gallery de Londres. 

### DosTizianosen copropiedad
Diana y Acteón y Diana y Calisto fueron encargados a Tiziano por Felipe II de España, pero tristemente fueron donados por sus sucesores al mariscal Gramont a principios del siglo XVIII. Posteriormente pasaron a la Colección Orleans , una de las más importantes reunidas jamás en Europa. En 1798 estos y otros cuadros fueron adquiridos por una familia noble británica: los duques de Sutherland. En 2008, ambos cuadros saltaron a los titulares de prensa al anunciar el actual duque su intención de subastarlos, lo que provocó inquietud en el gobierno británico al no poder garantizar su permanencia en el país. 
Afortunadamente, en diciembre de 2008 se aseguró la adquisición de ambos, al alcanzarse la cifra mínima fijada para la compra de uno de ellos (50 millones de libras; unos 57 millones de euros). Fue adquirido en copropiedad por la galería escocesa y la National Gallery de Londres. El duque dio un plazo de cuatro años para el pago del segundo; fue adquirido en 2012, con un precio de 54 millones . Ambas pinturas, pagadas con ayuda de donaciones particulares, se expondrán en periodos alternos de cuatro años en los citados museos de Edimburgo y Londres.
En 2003, el duque de Sutherland ya vendió al museo escocés la Venus Anadiómena de Tiziano.

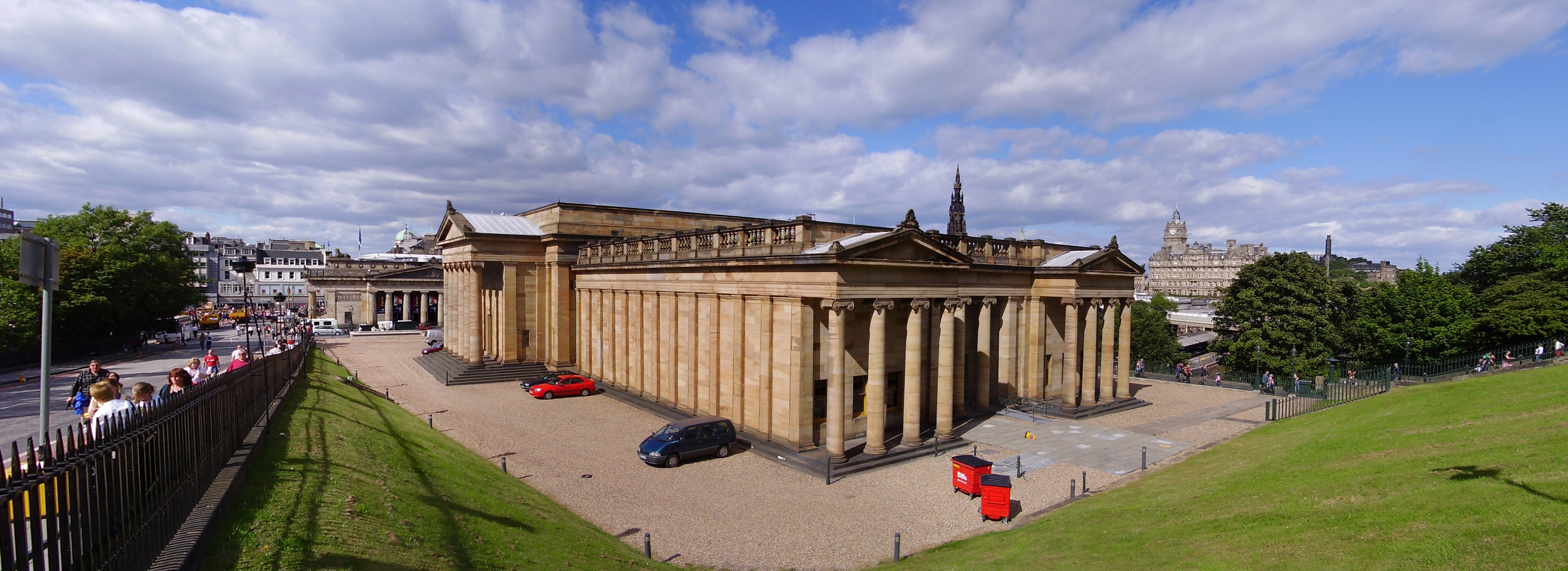
Galería Nacional de Escocia, vista desde el sur, frente a la Royal Scottish Academy y Princes Street

## Muestra de obras de la Galería Nacional de Escocia

Obras primitivas y renacentistas
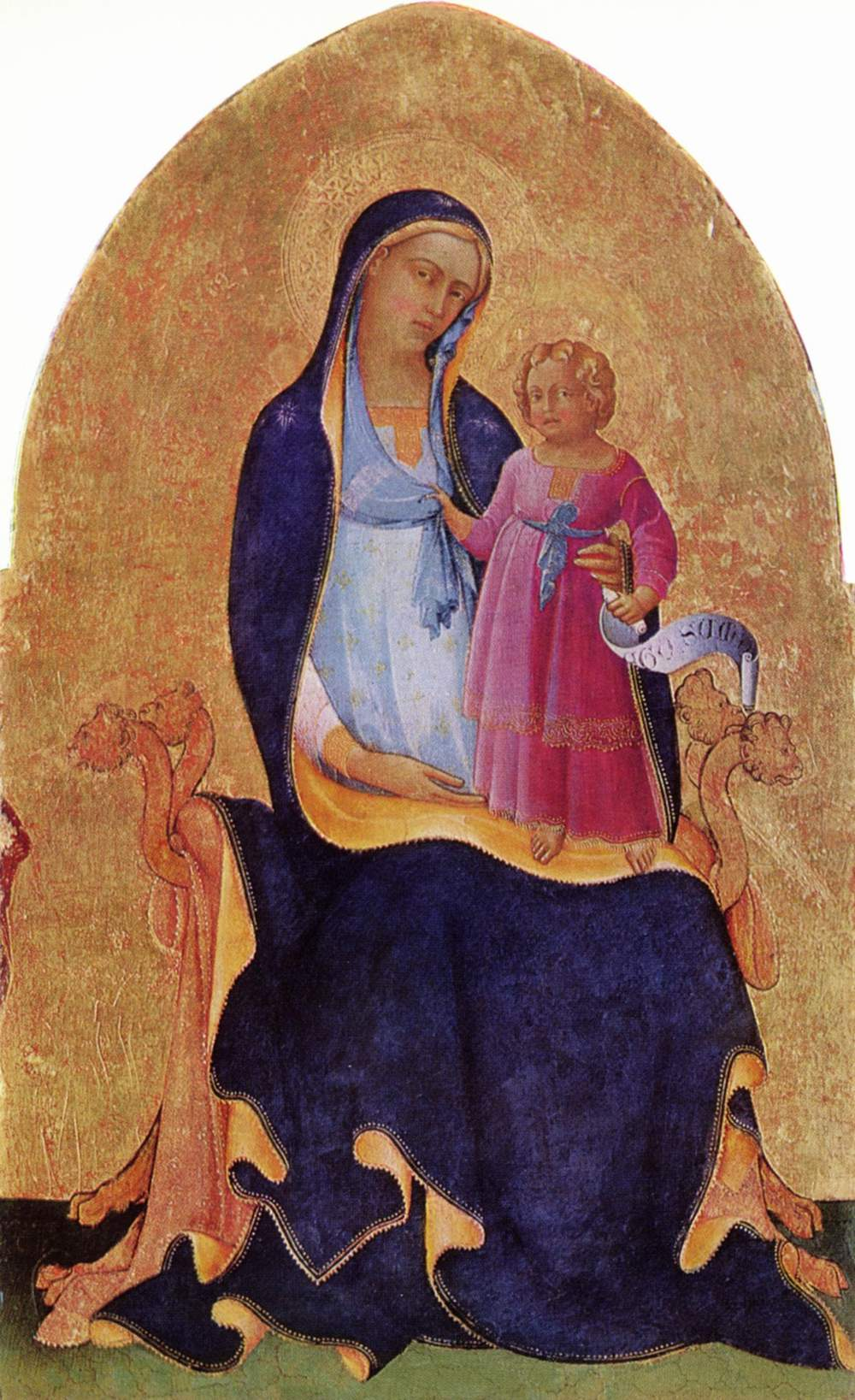
Madonna y Niño, de Lorenzo Monaco (1370–1425)
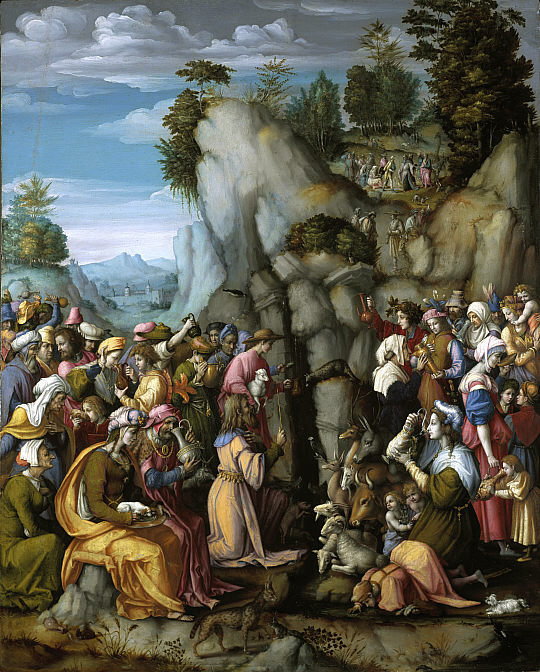
Moses haciendo manar agua de la roca (1525), de Bacchiacca
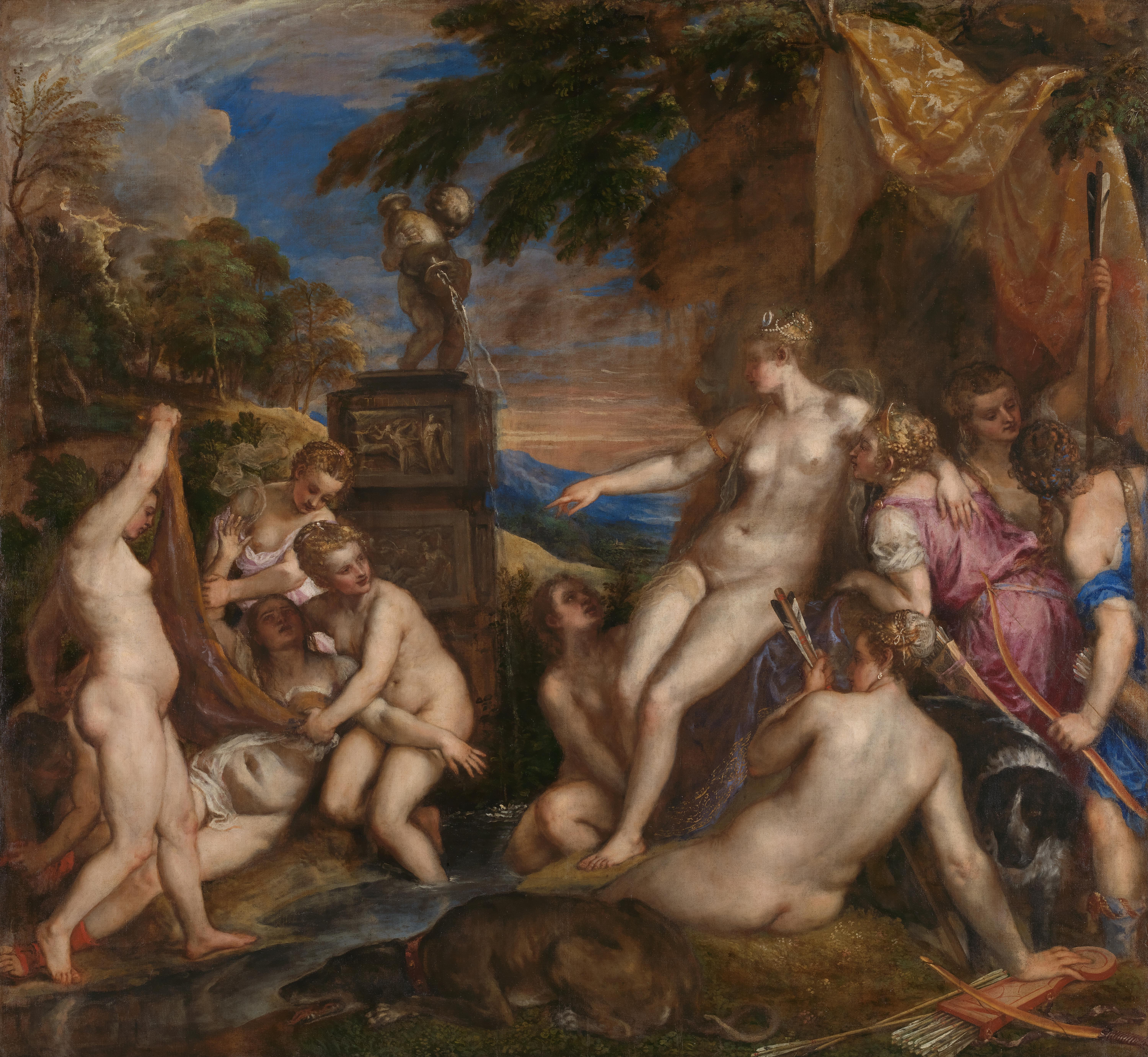
Diana y Callisto, de Tiziano
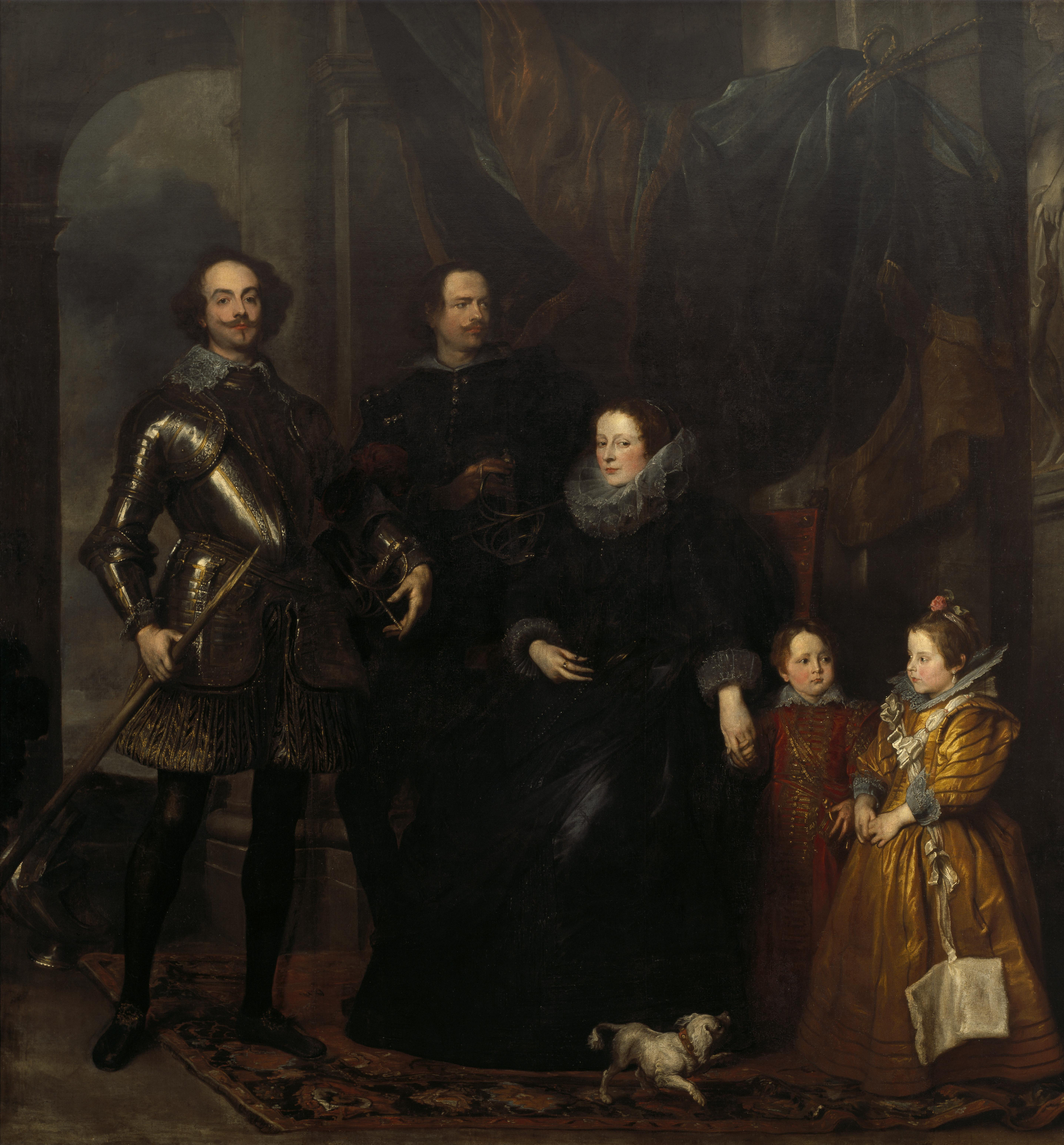
La familia Lomellini, de Van Dyck (1599–1641)

Obras barrocas
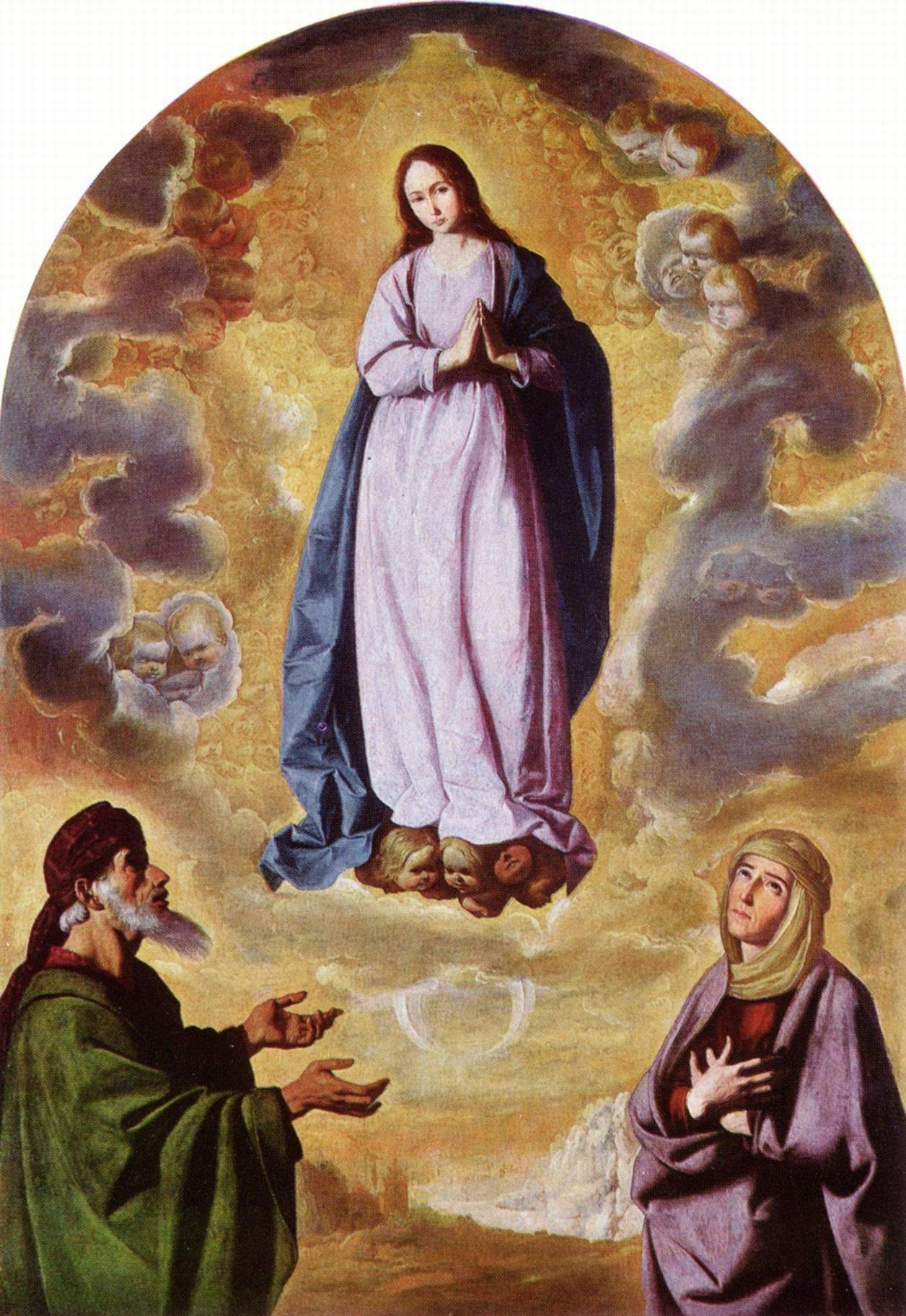
Zurbarán, La Inmaculada Concepción, 1660
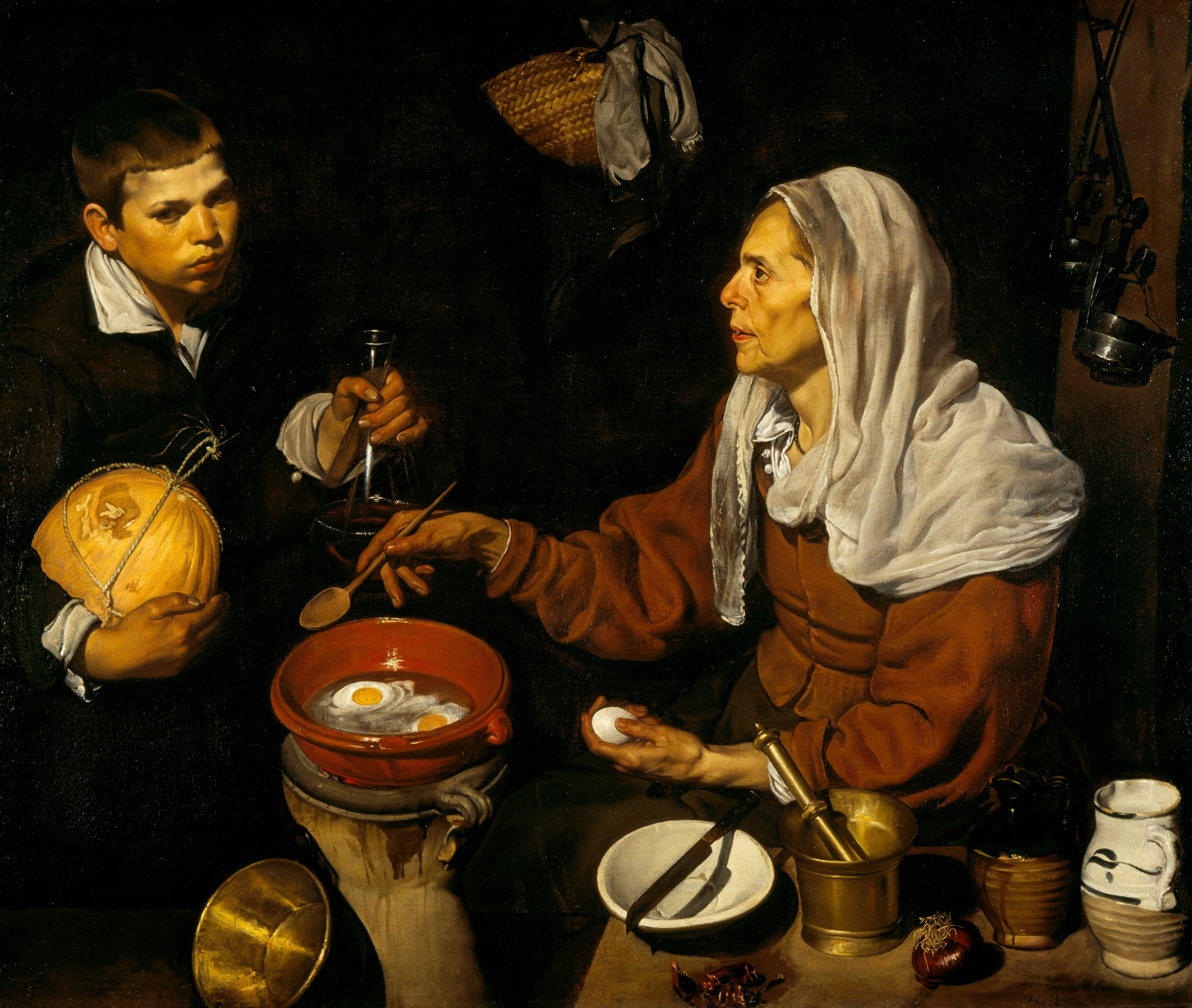
Velázquez, Vieja friendo huevos, 1618

Obras del XVIII y XIX
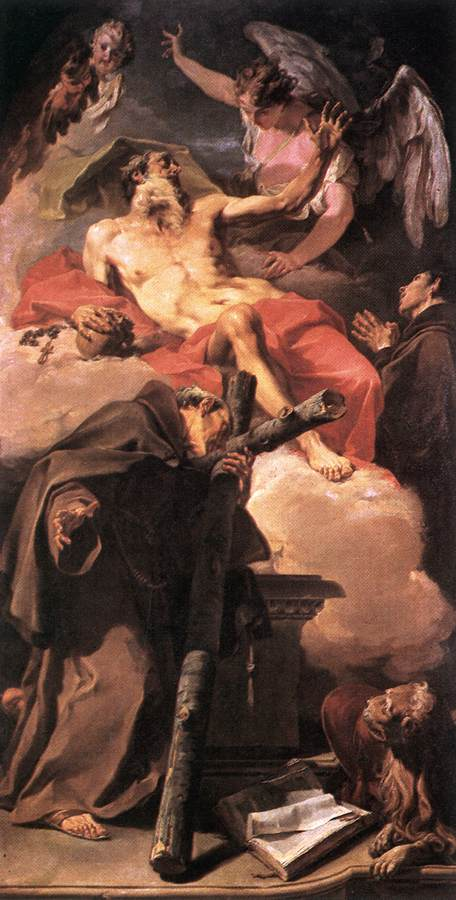
St Jerome and Peter of Alcantara 1725 Giambattista Pittoni
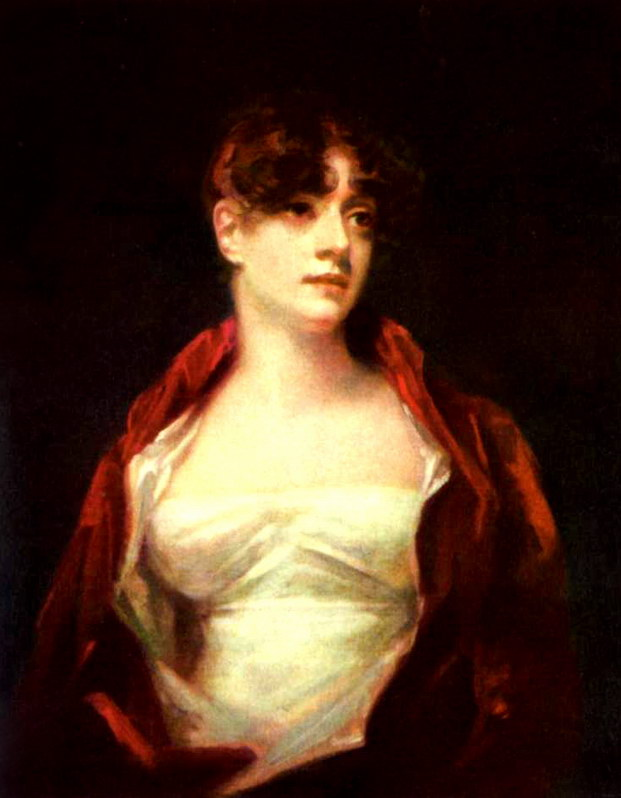
Mrs Robert Scott Moncrieff, de Sir Henry Raeburn (1756–1823)
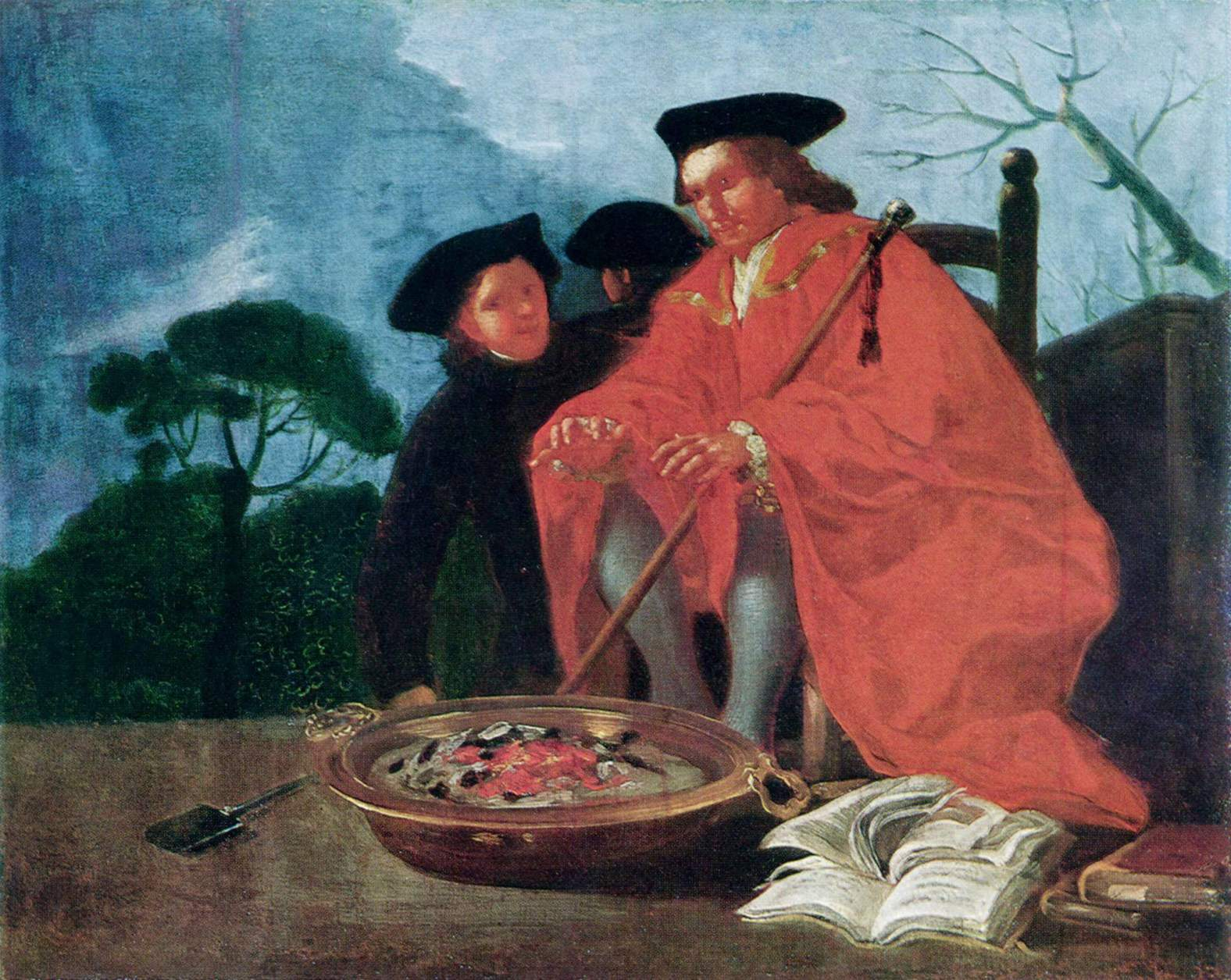
Goya, El Médico (1813)
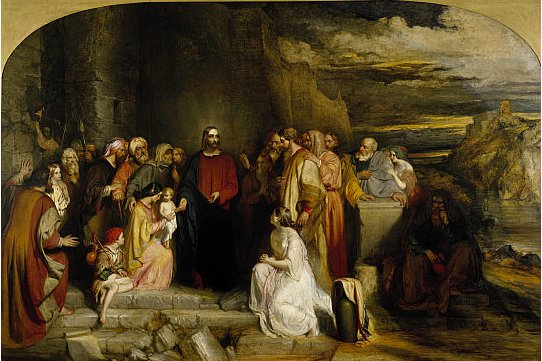
Christ Teacheth Humility 1847 Robert Scott Lauder
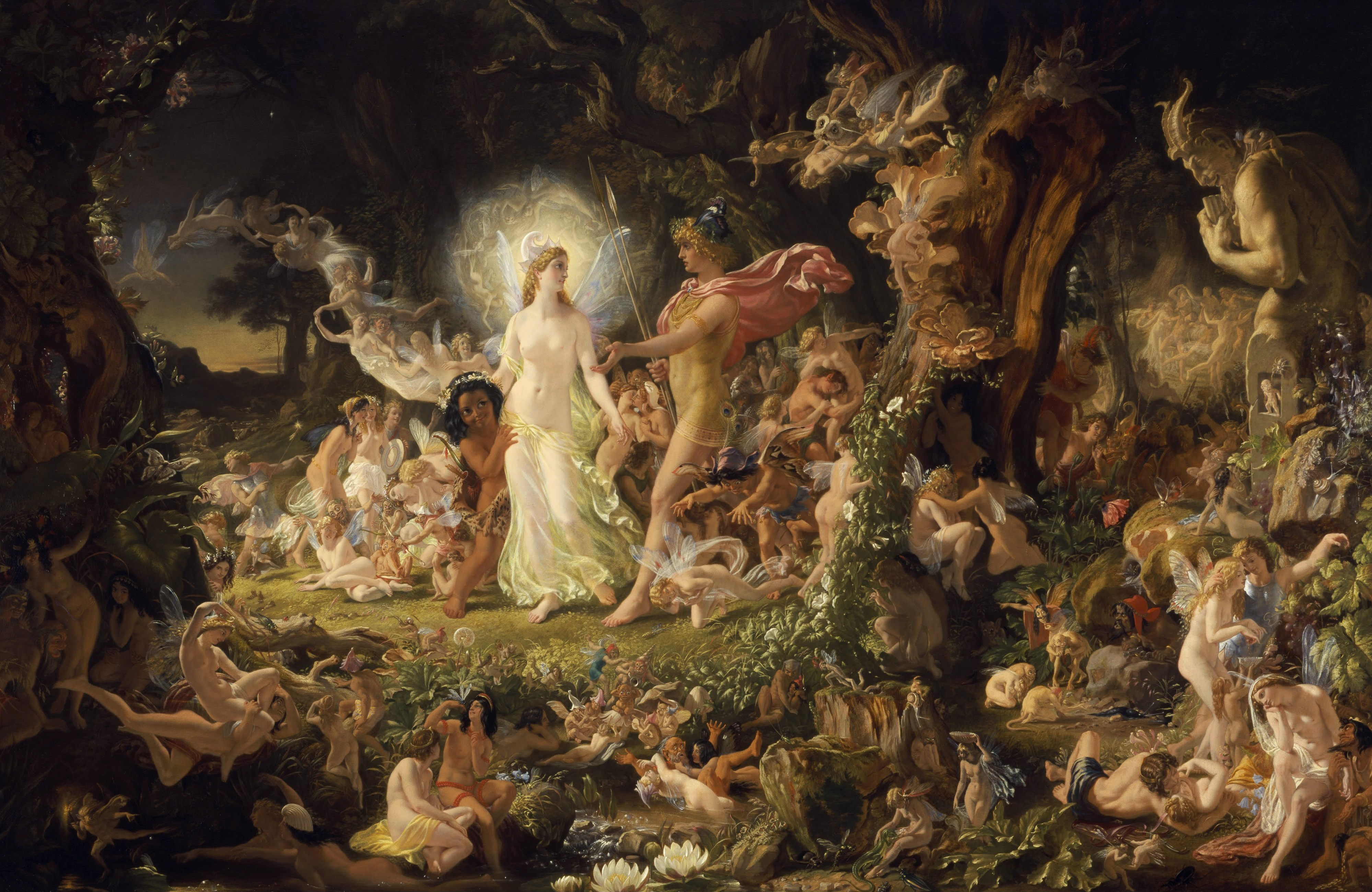
The Quarrel of Oberon and Titania, 1849, de Joseph Noel Paton

Obras impresionistas y modernas
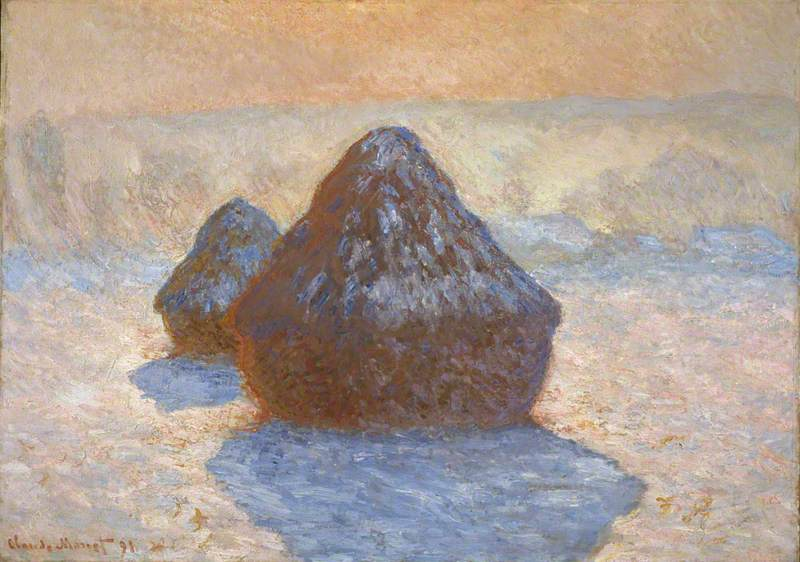
Claude Monet, Haystacks, 1891.
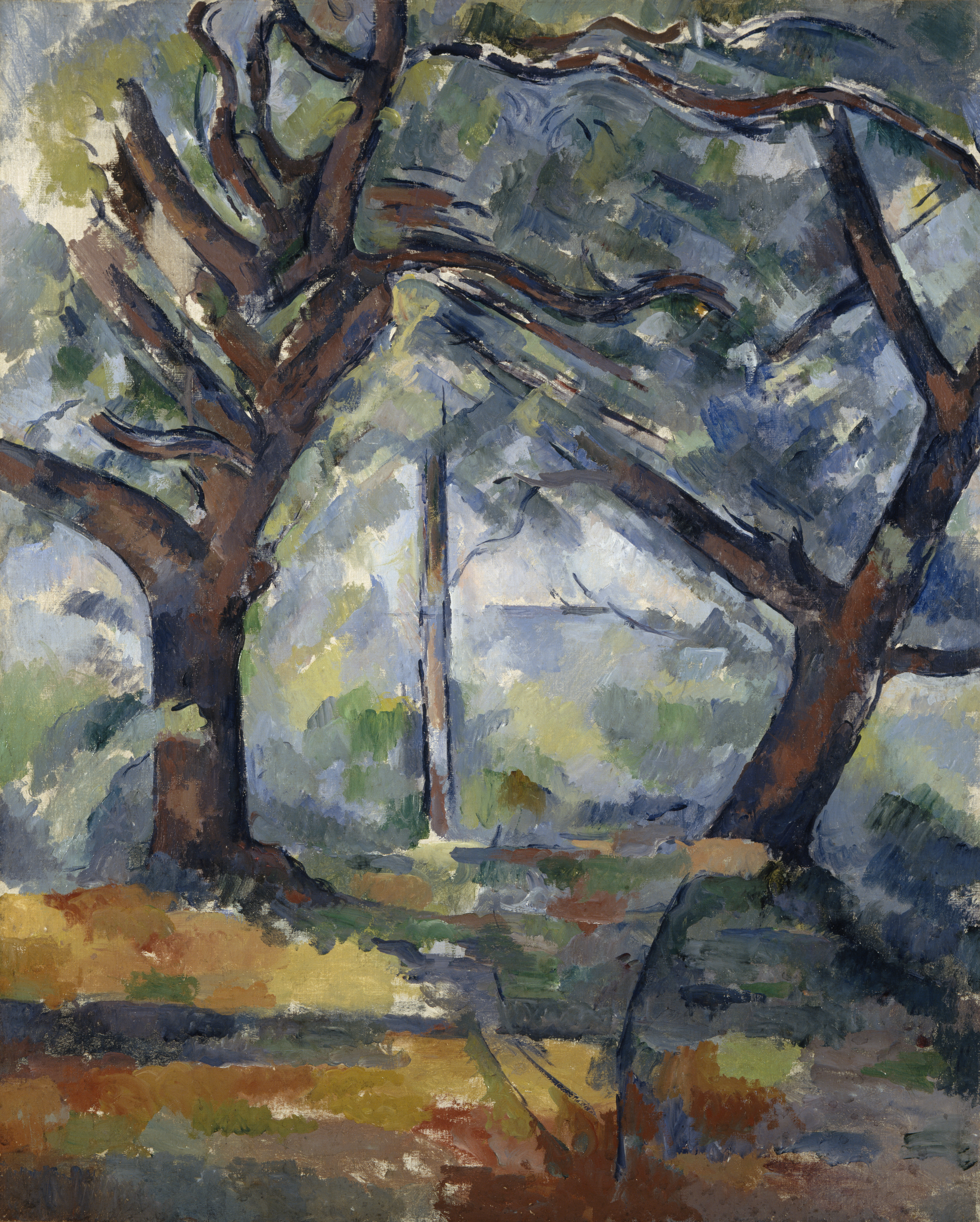
Paul Cézanne, Los árboles grandes, 1904.
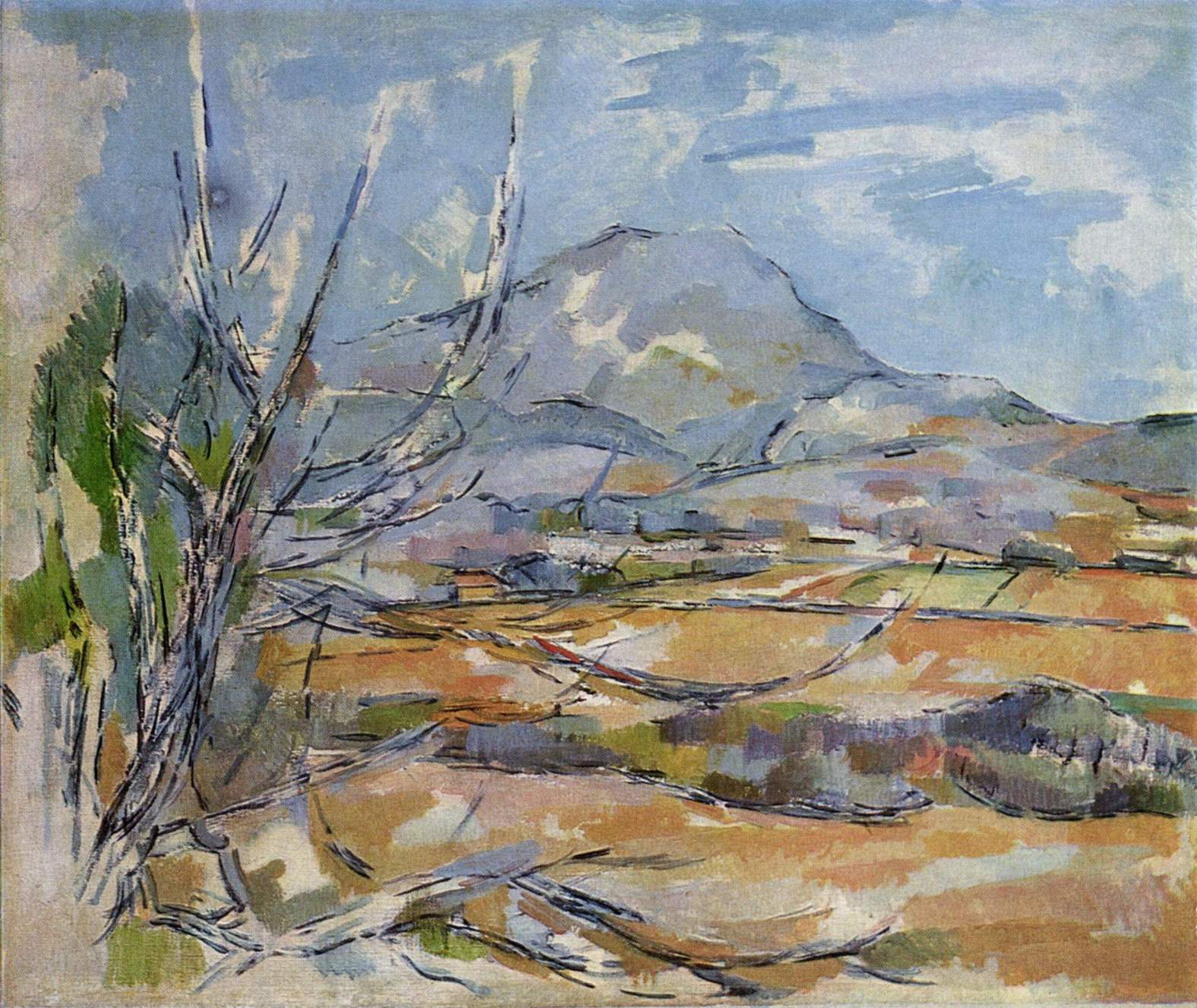
Montagne Sainte-Victoire, de Paul Cézanne (1839–1906)
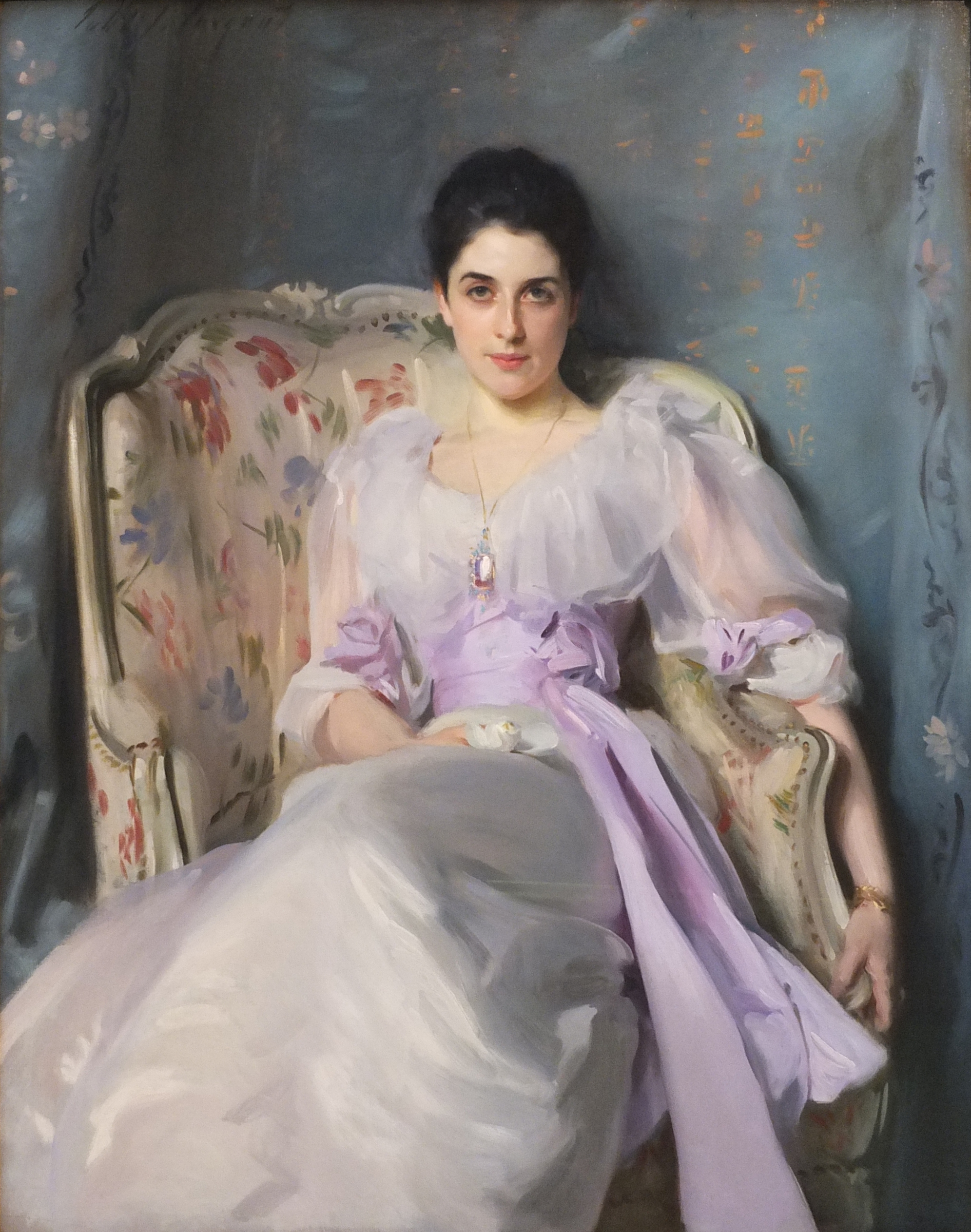
John Singer Sargent, La señora Agnew de Lochnaw, 1892.
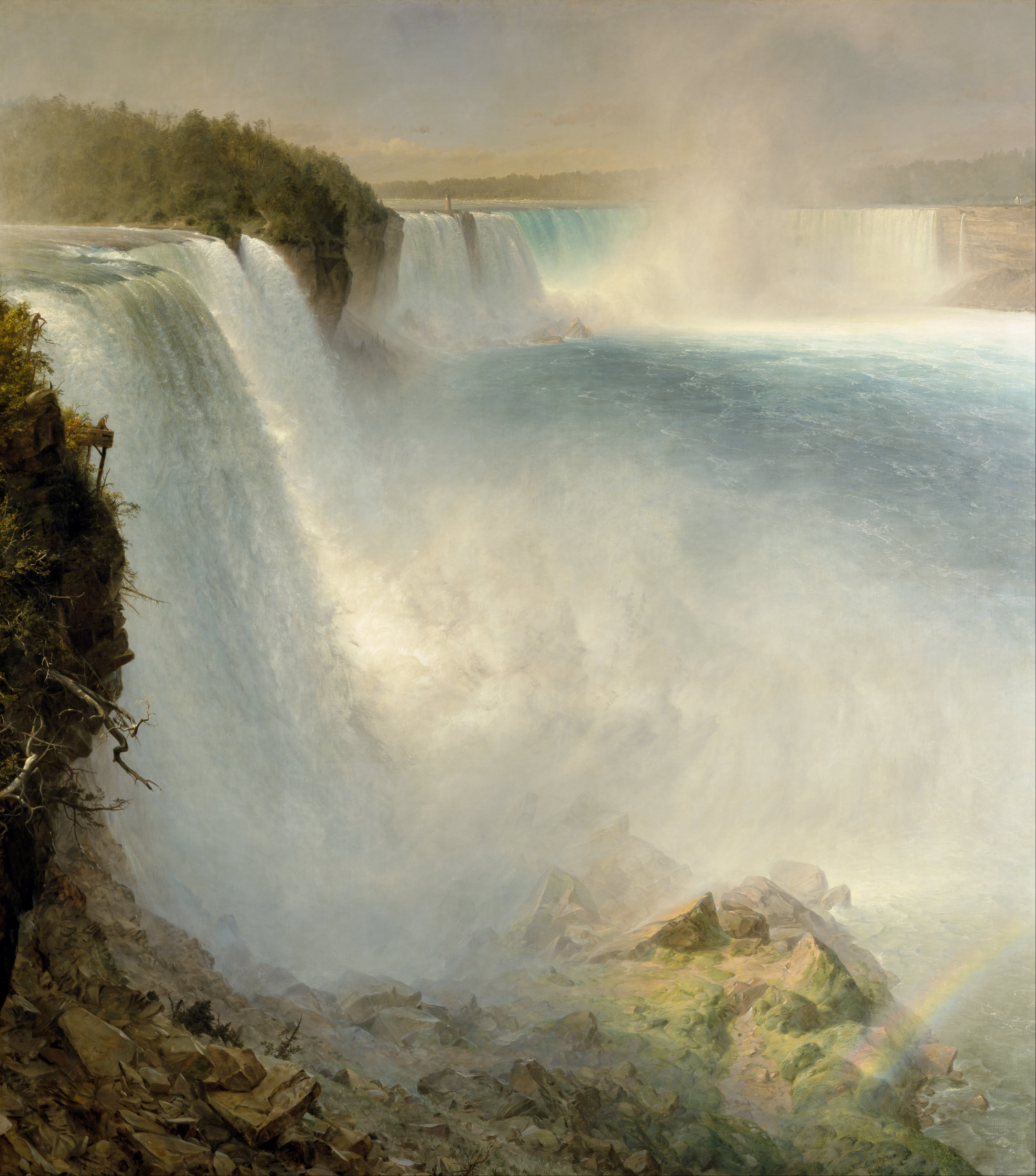
Niagara Falls, desde el lado estadounidense, de Frederic Edwin Church
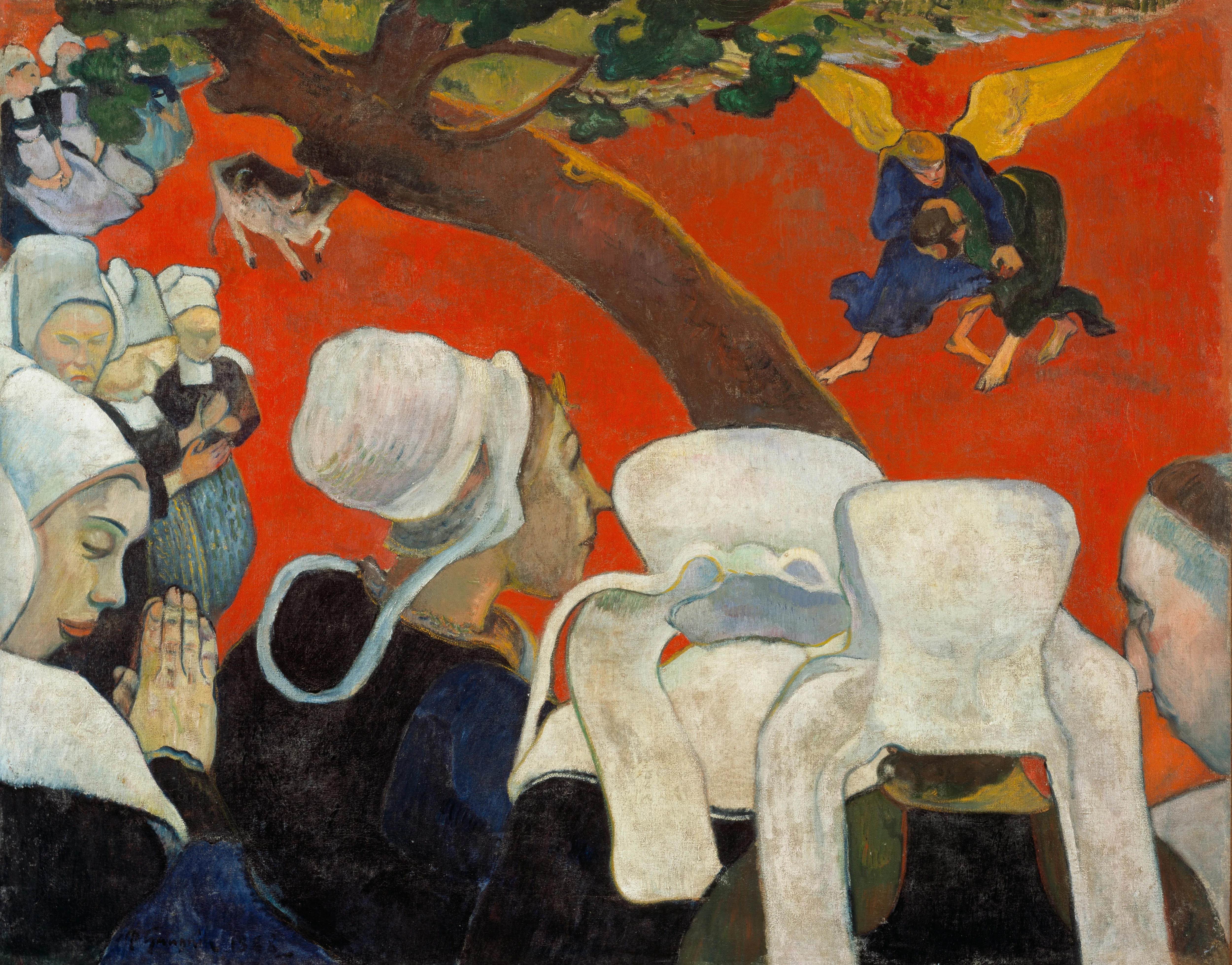
Paul Gauguin, La visión tras el sermón, 1888.
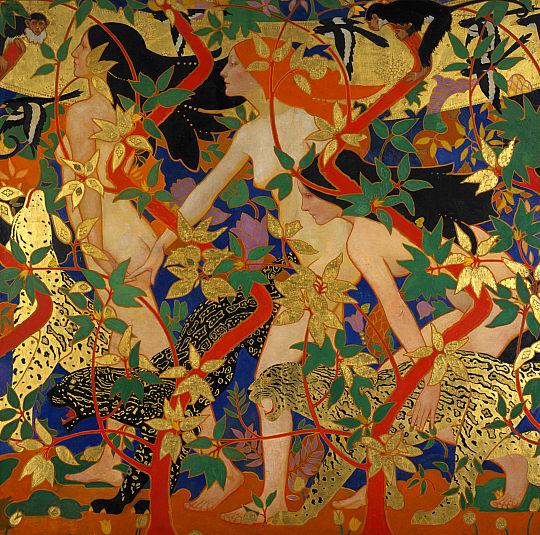
Robert Burns,  Diana y sus ninfas , 1926